# Butea monosperma
Espèce
Classification phylogénétique
Butea monosperma, la flamme de la forêt ou l’arbre à laque, est une espèce de plantes à fleurs dicotylédones de la famille des Fabaceae, sous-famille des Faboideae. C'est un arbre natif des zones tropicales et subtropicales du sous-continent indien et d'Asie du Sud-Est (Inde, Bangladesh, Népal, Sri Lanka, Birmanie, Thaïlande, Laos, Cambodge, Viêt nam, Malaisie et Indonésie de l'Ouest).

## Description
C'est un arbre de taille moyenne pouvant atteindre 15 à 20 mètres de haut, aux feuilles trifoliées et aux grandes fleurs rouge sang à orangé brillant de 3 à 5 cm de large. Les fruits sont des gousses plates, monospermes.

## Utilisation
C'est un arbre sacré pour les Hindous qui le plantent souvent près de leurs habitations.
Les lois de Manu indiquent qu'il faut choisir son bois pour réaliser le brahmadanda (bâton de pèlerin) du brahmane.
L'espèce est souvent cultivée en Asie pour diverses utilisations médicinales (la sève rouge est un important remède astringent), tinctoriales (les racines fournissent un pigment jaune et les fleurs un pigment rouge) et autres (branchages  feuillues comme engrais vert dans les rizières etc.)... et souvent pour sa valeur ornementale due à sa floraison orange brillant.

## La gomme laque
Le Butea monosperma est l'une des plantes dont se nourrit la cochenille Kerria lacca dont les sécrétions résineuses sont connues sous le nom de gomme laque : cette gomme laque est produite en grande quantité en Inde et en Thaïlande (autres plantes dont se nourrit la cochenille Kerria lacca : Jujubier Ziziphus mauritiana  et Schleichera oleosa en Inde ; Albizia saman et Cajanus cajan en Thaïlande et en Chine...).

## Noms vernaculaires
- Punjabi: ਕੇਸੂ, Sanskrit: किंशुक |IAST: kiṁśuka, Telugu: మోదుగ/మోదుగు, Hindi: पलाश|IAST: Palāśa, Kannada: ಮುತ್ತುಗ, Bengali: পলাশ, Marathi: पळस, Burmese: ပေါက်ပင်, Khmer: ផ្កាចារ, Thaï: ทองกวาว.

On appelle également cet arbre  Palash, Dhak, Palah, Arbre à perroquet, Keshu (Punjabi) et Kesudo (Gujarati).

## Synonymes
Selon The Plant List (8 avril 2019) :
- Butea braamania DC.
- Butea frondosa var. lutea (Witt.) Maheshw[5].
- Butea frondosa Roxb. ex Willd[6].
- Butea frondosa Roxb.
- Butea frondosa Willd[5].
- Erythrina monosperma Lam.
- Plaso monosperma var. flava Kuntze[5]
- Plaso monosperma var. rubra Kuntze[5]
- Plaso monosperma (Lam.) Kuntze
- Rudolphia frondosa (Willd.) Poir.

## Galerie

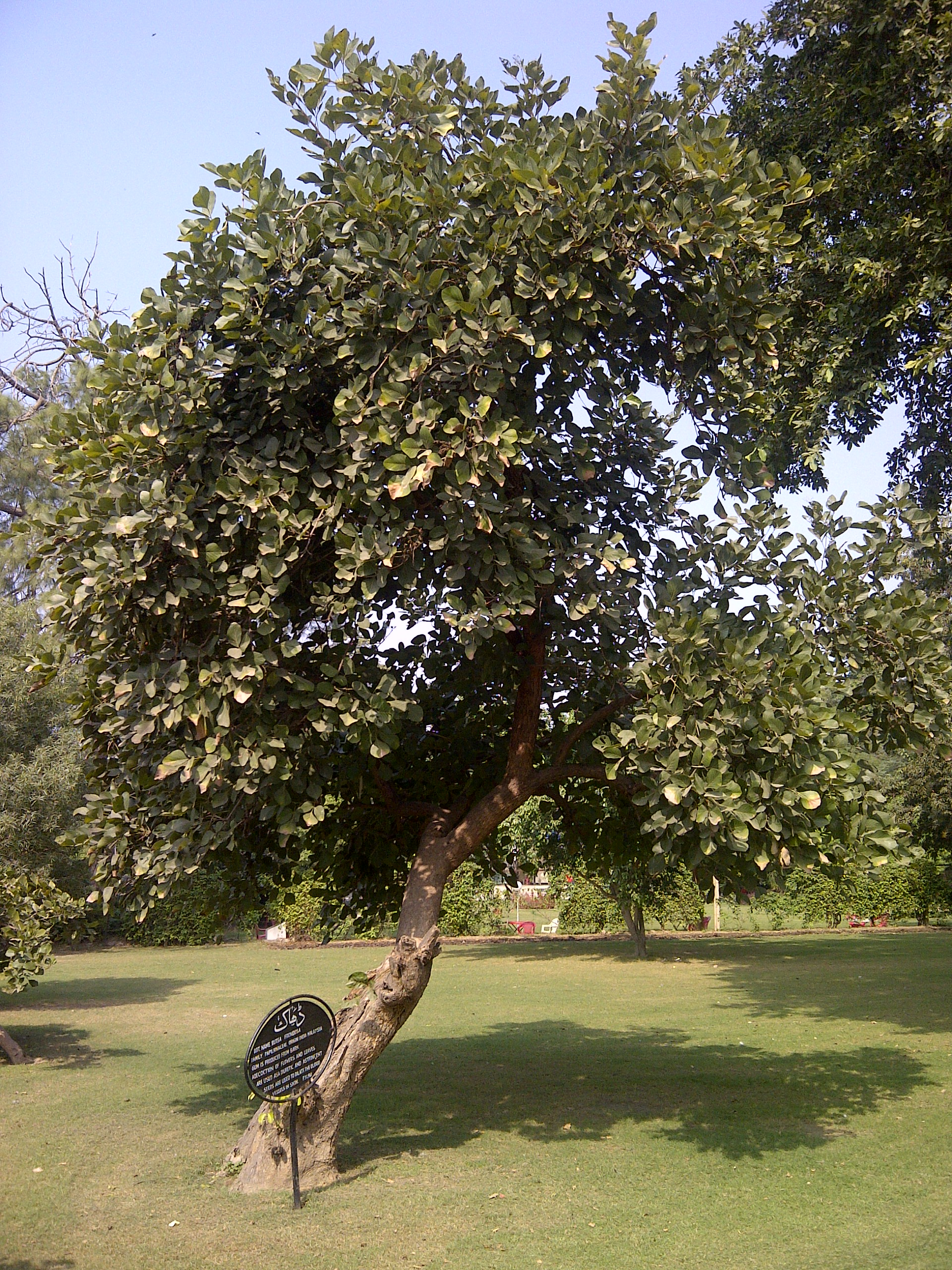
Arbre à laque Butea monosperma à Bagh-e-Jinnah, à Lahore, au Pakistan.
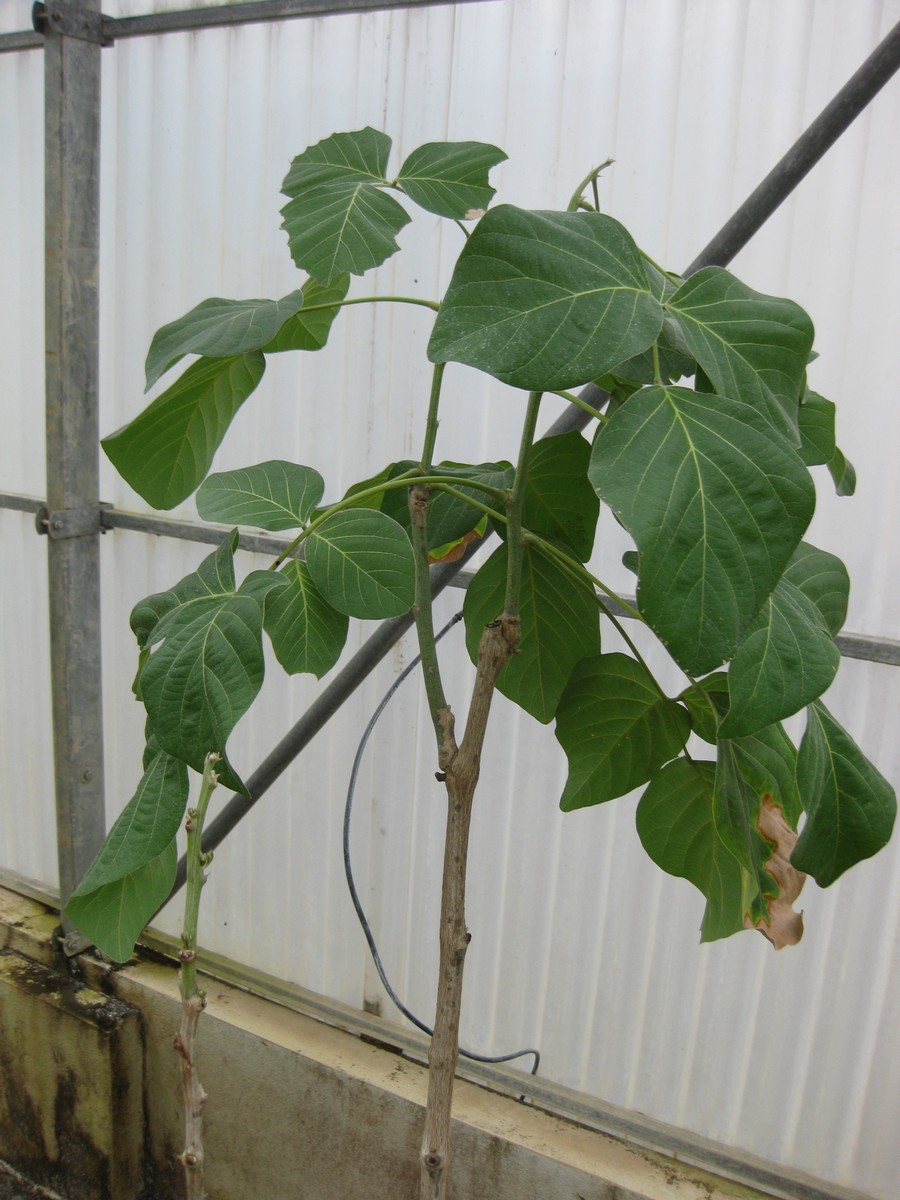
Feuilles, au Jardin botanique de la reine Sirikit, en Thaïlande.
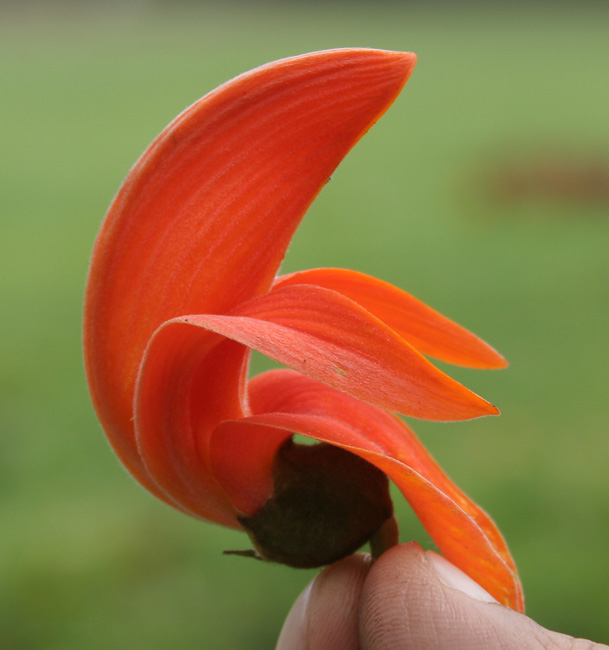
Une fleur à Calcutta, au Bengale-Occidental, en Inde.
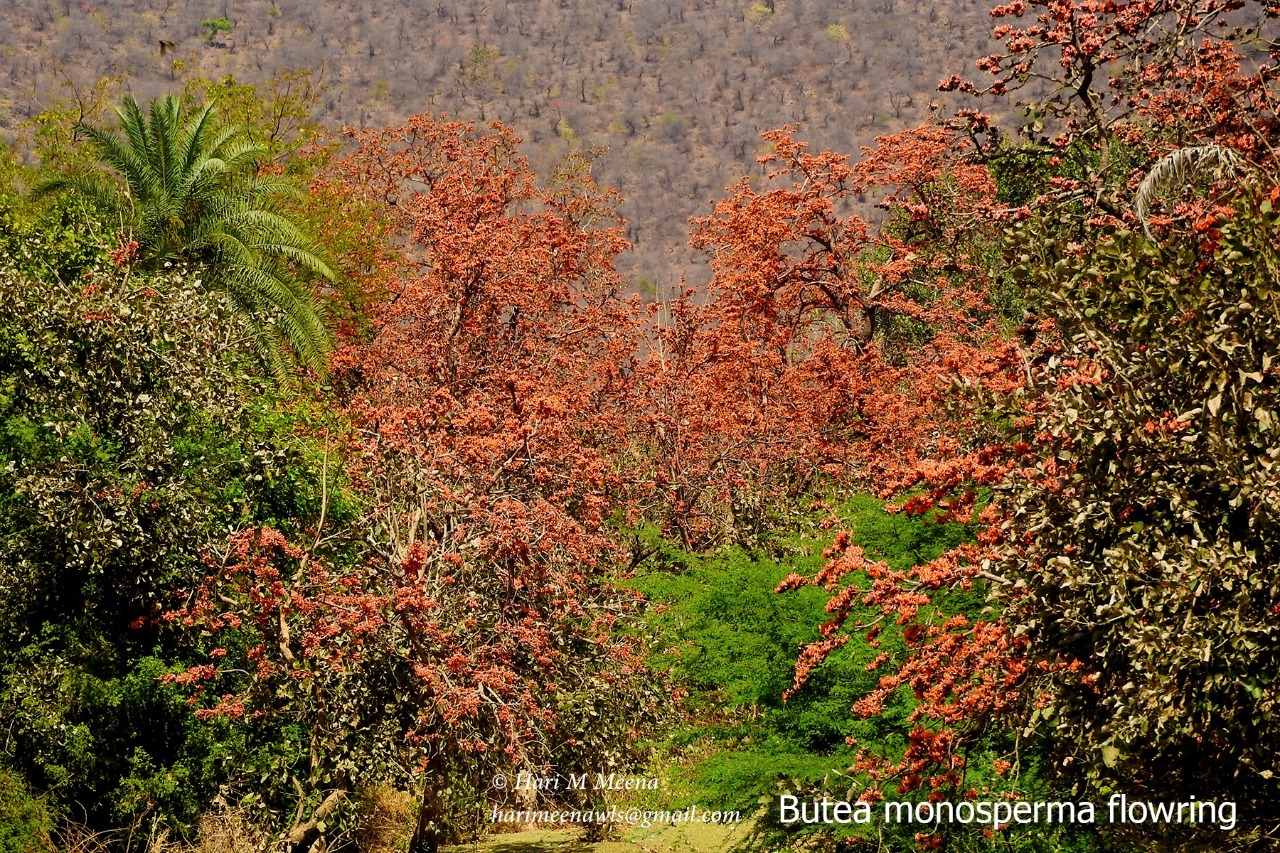
Flamme de la forêt Butea monosperma en pleine floraison, au Rajasthan, en Inde.
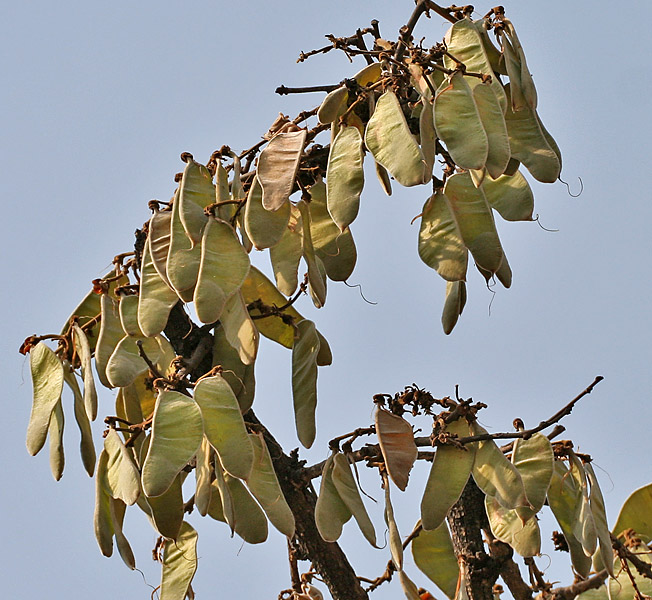
Fruits, au Parc national de Mahavir Harina Vanasthali, dans l'Andhra Pradesh, en Inde
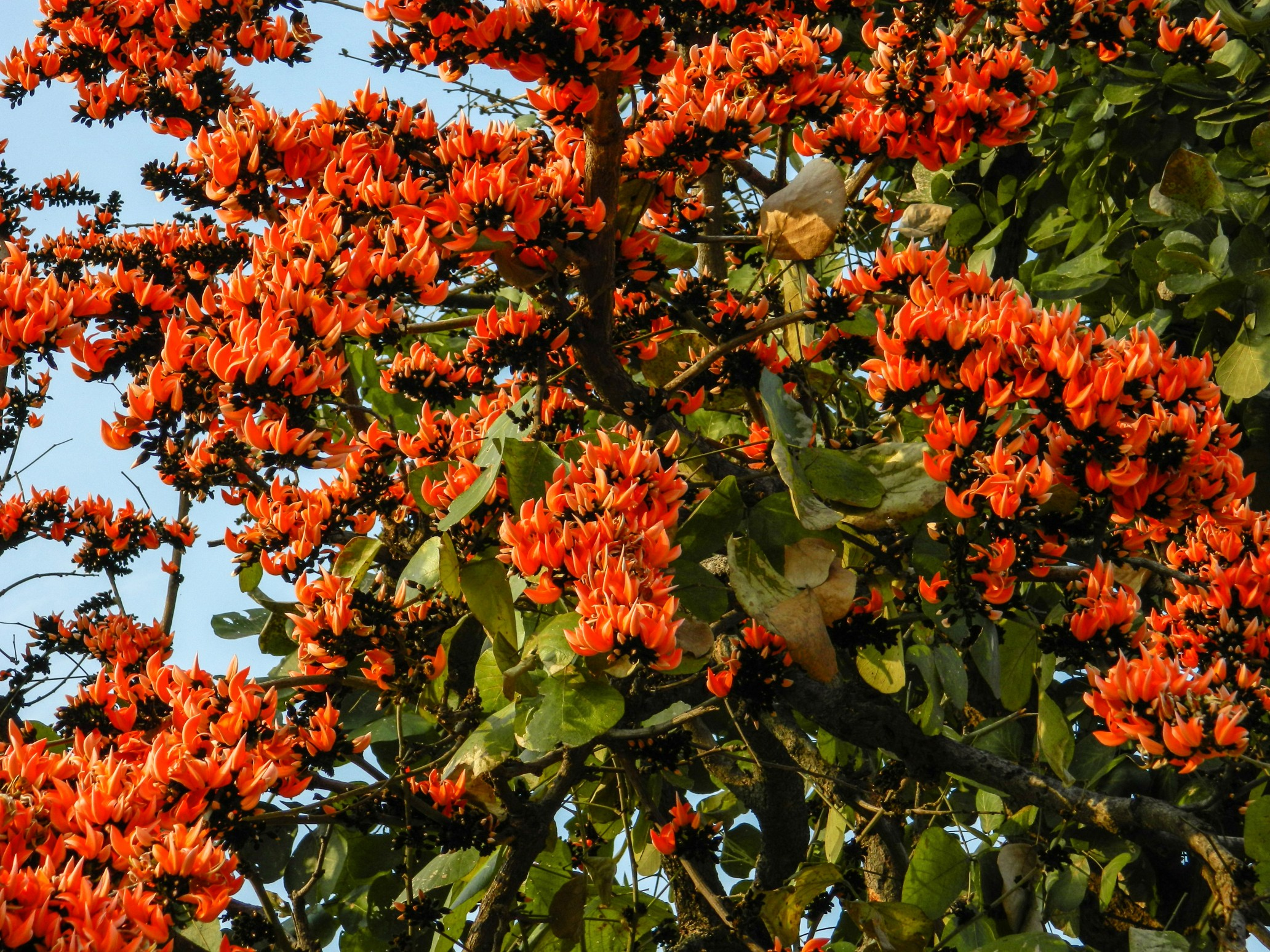
Fleurs à Ranchi, au Jharkhand, en Inde.